# ريتشارد برينت
ريتشارد برينت (بالإنجليزية: Richard Brent)‏ هو محامي وسياسي أمريكي، ولد في 1757 في الولايات المتحدة، وتوفي في 30 ديسمبر 1814 في نفس البلد. حزبياً، نشط في الحزب الجمهوري الديمقراطي. وقد انتخب عضو مجلس نواب الولايات المتحدة عن ولاية فرجينيا وانتخب عضو مجلس النواب الأمريكي وانتخب عضو مجلس الشيوخ الأمريكي.